# De stiltemachine
De stiltemachine is een hoorspel van Gerrit Pleiter. De NCRV zond het uit op vrijdag 17 oktober 1969 (met een herhaling op zondag 17 juni 1973). De regisseur was Ab van Eyk. De uitzending duurde 45 minuten.

## Rolbezetting
- Kommer Kleijn (binder)
- Alexander Pola (stoker)

## Inhoud
Noem het de fabel van de stoker en de binder, twee mannen van onbepaalde leeftijd, maar al wel met een lang aards bestaan achter zich. De binder voelt zich een brokje verleden, is angstig voor de beton- en televisiewereld die door zijn vensterglas op hen afkomt. De stoker leeft met de dag van morgen, is technicus. Maar ook hij heeft het moeilijk met zich aan te passen aan de tijd van nu. Tijd? “Dat is het smerigste oud wijf dat ik ken,” zegt de binder. De stoker beaamt ‘t, want ook hij wil geen ingeklonken stuk mens worden. In het ouwemannenhuis construeren zij een stiltemachine; beheersing van het lawaai, beheersing van het leven en hun leven. “Versta je me nog, stoker? Ik ben een woordmens.” De ziekenauto rijdt al voor. Een leven eindigt…